# Wahlkreis Koblenz/Lahnstein
Der Wahlkreis Koblenz/Lahnstein (Wahlkreis 8) ist ein Landtagswahlkreis in Rheinland-Pfalz. Sein Gebiet umfasst einen Teil des Rhein-Lahn-Kreises mit der Stadt Lahnstein und den Verbandsgemeinden Bad Ems und Loreley sowie dem rechtsrheinischen Gebiet der Stadt Koblenz. Das linksrheinische Koblenz bildet einen eigenen Wahlkreis.
Der Wahlkreis wurde seit 1991 stets von der SPD gewonnen. Erster Gewinner des Direktmandats war Rudolf Scharping, seitdem war es stets Roger Lewentz.

## Wahl 2021
Für die Landtagswahl 2021 treten folgende Kandidaten an:
| Direktkandidaten | Partei           | Wahlkreisstimmen in % | Landesstimmen in % |
| ---------------- | ---------------- | --------------------- | ------------------ |
| Roger Lewentz    | SPD              | 39,7 %                | 38,0 %             |
| Udo Rau          | CDU              | 26,5 %                | 27,9 %             |
| Alexander Heppe  | AfD              | 6,5 %                 | 6,7 %              |
| Jens Schwietring | FDP              | 4,4 %                 | 4,7 %              |
| Jutta Niel       | Grüne            | 10,2 %                | 9,0 %              |
| André Zimmermann | Die Linke        | 2,8 %                 | 2,4 %              |
| Lennart Siefert  | Freie Wähler     | 9,9 %                 | 5,8 %              |
| –                | Piraten          | –                     | 0,6 %              |
| –                | ÖDP              | –                     | 0,6 %              |
| –                | Klimaliste       | –                     | 0,6 %              |
| –                | Die PARTEI       | –                     | 1,1 %              |
| –                | Tierschutzpartei | –                     | 1,5 %              |
| –                | Volt             | –                     | 1,1 %              |

## Wahl 2016
Die Ergebnisse der Wahl zum 17. Landtag Rheinland-Pfalz vom 13. März 2016:
| Direktkandidaten                  | Partei       | Wahlkreisstimmen | Landesstimmen |
| --------------------------------- | ------------ | ---------------- | ------------- |
| Roger Lewentz                     | SPD          | 44,4 %           | 38,5 %        |
| Dennis Maxeiner                   | CDU          | 29,6 %           | 31,9 %        |
| Leo Neydek                        | GRÜNE        | 4,6 %            | 5,0 %         |
| Martin Kaschny                    | FDP          | 6,3 %            | 6,1 %         |
| Michael Pekka Maaß                | DIE LINKE    | 3,7 %            | 2,6 %         |
| Lennart Siefert                   | Freie Wähler | 8,3 %            | 3,3 %         |
| Wolfgang Gasteyer                 | ALFA         | 3,0 %            | 0,7 %         |
| –                                 | AfD          | –                | 9,9 %         |
| –                                 | Sonstige     | –                | 2,0 %         |
| Wahlberechtigte: 59.916 Einwohner |              |                  |               |
| Wahlbeteiligung: 71,1 %           |              |                  |               |

- Direkt gewählt wurde Roger Lewentz (SPD).

## Wahl 2011
Die Ergebnisse der Wahl zum 16. Landtag Rheinland-Pfalz vom 27. März 2011:
| Direktkandidaten                  | Partei       | Wahlkreisstimmen | Landesstimmen |
| --------------------------------- | ------------ | ---------------- | ------------- |
| Roger Lewentz                     | SPD          | 44,3 %           | 38,0 %        |
| Johannes Lauer                    | CDU          | 33,0 %           | 34,0 %        |
| Peter Kaiser                      | FDP          | 3,6 %            | 4,5 %         |
| Leo Neydek                        | GRÜNE        | 12,6 %           | 15,3 %        |
| Leonie Berner                     | DIE LINKE    | 3,3 %            | 2,9 %         |
| Walter Baum                       | Freie Wähler | 3,2 %            | 2,3 %         |
| –                                 | Sonstige     | –                | 3,1 %         |
| Wahlberechtigte: 60.728 Einwohner |              |                  |               |
| Wahlbeteiligung: 62,6 %           |              |                  |               |

- 2011 wurde Roger Lewentz (SPD) direkt gewählt.[5]

## Wahl 2006
Die Ergebnisse der Wahl zum 15. Landtag Rheinland-Pfalz vom 26. März 2006:
| Direktkandidaten                  | Partei   | Wahlkreisstimmen | Landesstimmen |
| --------------------------------- | -------- | ---------------- | ------------- |
| Roger Lewentz                     | SPD      | 50,0 %           | 49,1 %        |
| Johannes Josef Lauer              | CDU      | 37,5 %           | 32,1 %        |
| Martin Buschfort                  | FDP      | 7,1 %            | 7,6 %         |
| Felix Schmitt                     | GRÜNE    | 5,4 %            | 4,3 %         |
| –                                 | WASG     | –                | 1,7 %         |
| Sonstige                          | Sonstige | –                | 5,0 %         |
| Wahlberechtigte: 61.479 Einwohner |          |                  |               |
| Wahlbeteiligung: 59,1 %           |          |                  |               |

- 2006 wurde Roger Lewentz (SPD) direkt gewählt.[7]

## Wahlkreissieger
| Wahl | Name             | Partei | Stimmenanteil |
| ---- | ---------------- | ------ | ------------- |
| 1991 | Rudolf Scharping | SPD    | 49,4 %        |
| 1996 | Roger Lewentz    | SPD    | 45,1 %        |
| 2001 | Roger Lewentz    | SPD    | 47,2 %        |
| 2006 | Roger Lewentz    | SPD    | 50,0 %        |
| 2011 | Roger Lewentz    | SPD    | 44,3 %        |
| 2016 | Roger Lewentz    | SPD    | 44,4 %        |
| 2021 | Roger Lewentz    | SPD    | 39,7 %        |